# PHOBOS-フォボス-
『PHOBOS-フォボス-』（フォボス）は1992年7月16日に姫屋ソフトから発売されたPC-9801向けアダルトゲーム。

## 解説
『Bacta』に続く、姫屋ソフトの第二作である本作の1プレイの目安は3〜4時間であり、短編の部類に入る。
1993年に公開されたデモ集『D'BaBOS』に、『D'ark』と『Bacta』とともに収録されている。
火星への植民地が開始されてから100年たった世界。移民たちが引き起こした独立戦争により、東京は荒廃していた。かつて宇宙軍の特殊部隊に所属していた主人公は、東京で探偵として生計を立てていた。
ある日、軍人時代の上司であるレーン大佐が彼の元を訪れ、部下が軍の機密を持ち出したので見つけ出してほしいと頼んできた。

## 登場人物
- レーラ
- コナー大尉
- レーン大佐 - 主人公の軍人時代の上司。
- キム曹長
- ベレー大尉

## 評価
IGNの福山幸司は、コミカルな作風から本作を「サイバーパンク版『EVE burst error』」と呼んでおり、『The Last of Us』のようなそっけない終わり方が逆に印象深かったと評している。